# Нижний Ист-Сайд
Нижний Ист-Сайд (англ. Lower East Side) — нейборхуд в юго-восточной части боро Манхэттен, Нью-Йорк. На севере Нижний Ист-Сайд ограничен 14-й улицей, на востоке — проливом Ист-Ривер, на юге — Фултон- и Франклин-стрит, на западе — Перл-стрит и Бродвеем. В район входят нейборхуды Томпкинс-сквер, Астор-Плейс и Никербокер-Виллидж:769. Вплоть до 1960-х годов в Нижний Ист-Сайд входил Ист-Виллидж.
Район традиционно был иммигрантским, рабочим, как это показано в начале фильма «Однажды в Америке»: к середине XIX века в районе проживало множество немцев, а к концу столетия он испытал наплыв иммигрантов других национальностей, среди которых были евреи и другие выходцы из Восточной Европы. К 1960-м годам национальный состав населения Нижнего Ист-Сайда стал менее пёстрым; появились проблемы с преступностью, здесь начала расцветать секс-индустрия. К 1980-м годам ситуация начала исправляться, в районе начали селиться студенты и представители среднего класса. В 2000-е годы он пережил быструю джентрификацию, которая побудила Национальный траст сохранения исторического наследия поместить его в список исторических мест, находящихся под угрозой. В настоящее время в районе расположено много элитных бутиков и ресторанов. О бурном иммигрантском прошлом напоминают такие заведения, как Деликатесы Каца и Музей доходных домов Нижнего Ист-Сайда.

## История

### До прихода европейцев
Как и весь остров Манхэттен, территория района, ныне известного как Нижний Ист-Сайд, была территорией индейцев ленапе. Они группами кочевали в зависимости от сезона, ловя рыбу в реках Манхэттена летом и перемещаясь вглубь материка в холодное время, чтобы заниматься там охотой и собирательством. Главная тропа проходила вдоль нынешнего Бродвея. Индейская стоянка в районе Нижнего Ист-Сайда, недалеко от мыса Корлеарс-Хук, называлась Рехток (англ. Rechtauck) или Нагтогак (англ. Naghtogack):8.

### Раннее поселение
Голландская колония Новый Амстердам была заселена в основном к югу от нынешней Фултон-стрит, в то время как к северу находилось несколько небольших плантаций и крупных ферм, называемых в то время «буверий» (нидерл. bouwerij; эквивалентно boerderij — ферма — на современном голландском языке). Вокруг этих ферм находилось несколько обособленных поселений свободных или «наполовину свободных» африканцев; они служили буфером между голландским поселением и коренными американцами. Одно из крупнейших поселений было расположено вдоль современной Бауэри между Принс-стрит и Астор-Плейс:8–9. Чернокожие фермеры были одними из первых постоянных поселенцев в этом районе:769.
Постепенно в течение XVII столетия фермы объединялись в большие наделы, и значительная часть территории нынешнего Нижнего Ист-Сайда стала единой фермой во владении политика Джеймса Деланси. Её название впоследствии отразится в имени одноимённой улицы. После американской революции владения лоялистской семьи Деланси были изъяты:769.

### Корлеарс-Хук

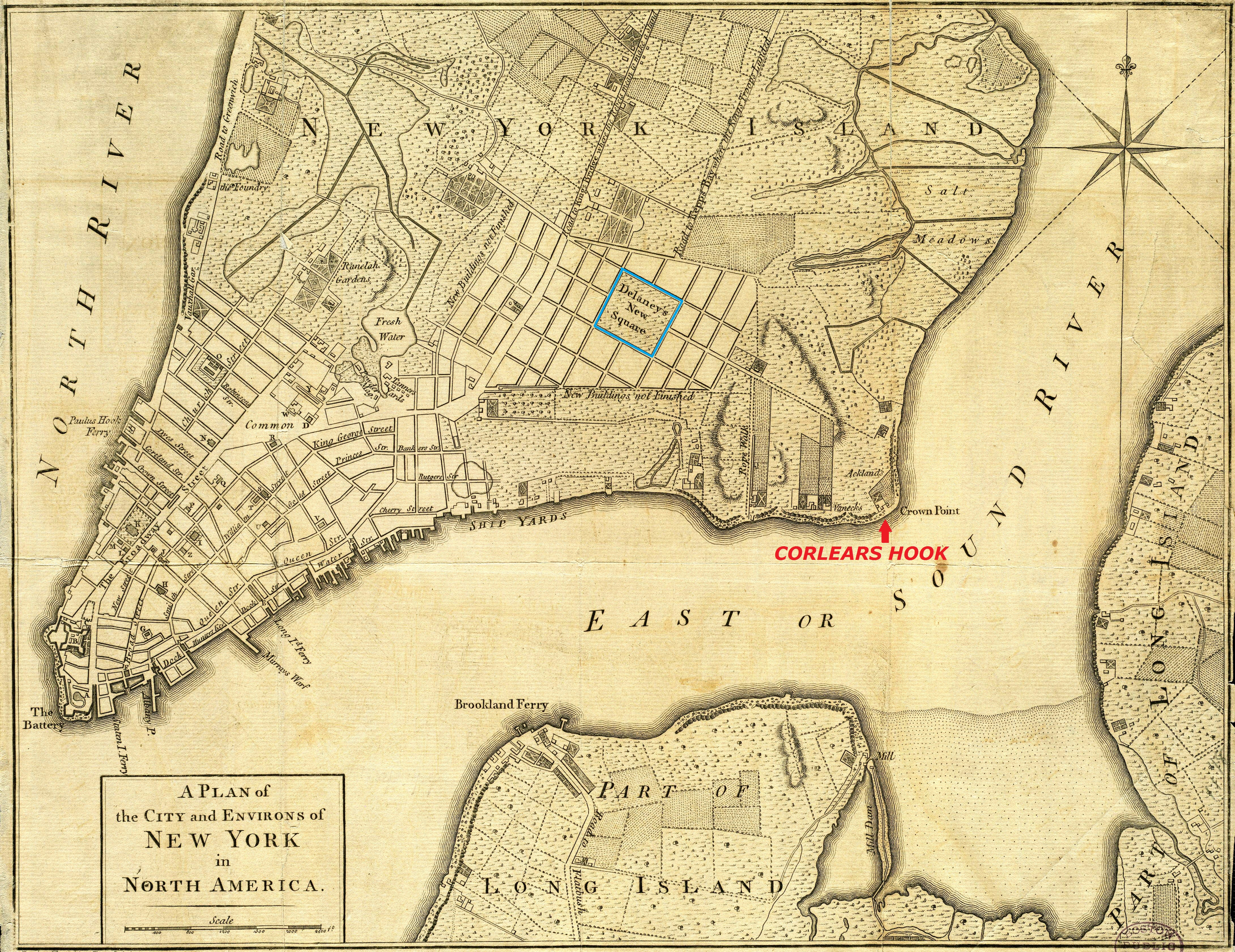
Мыс Корлеарс-Хук (отмечен красной стрелкой) на карте 1776 года

В названии участка земли Корлеарс-Хук на побережье Ист-Ривера увековечено имя школьного учителя Якобуса ван Корлера (нидерл. Jacobus van Corlaer), который обосновался в этом месте в 1638 году. Спустя какое-то время он продал свою плантацию Вильгельмусу Бикману, основателю династии Бикманов в Нью-Йорке и мэру города в 1682—83 годах:90.
25 февраля 1643 года поселенцы из Нью-Амстердама убили тридцать индейцев из племени ваппингеров в их лагере в Корлеарс-Хуке во время войны Кифта в отместку за продолжавшиеся стычки между колонистами и местными индейцами, а также из-за нежелания индейцев платить дань и их отказа выдать убийцу одного из колонистов:38–39.
Мыс Корлеарс-Хук был важным ориентиром для мореплавателей в течение 300 лет. На старых картах и документах он обычно обозначался как Corlaers Hook, но с начала XIX века начал использоваться вариант с написанием Corlears. Спонтанное поселение, возникшее на Корлеарс-Хуке при британской оккупации Нью-Йорка во время революции, было отделено от густонаселённого города ледниковым наносом. По воспоминаниям горожан от 1843 года:183:

Эта область находилась за пределами самого города, от которого она была отделена высокими, невозделываемыми и грубыми холмами.
Оригинальный текст (англ.)This region lay beyond the city proper, from which it was separated by high, uncultivated, and rough hills.

По меньшей мере, с начала XIX века Корлеарс-Хук пользовался репутацией злачного места, на улицах которого по ночам изобиловали шайки воров и проституток:184. Во время эпидемии холеры, разразившейся в 1832 году, в районе была построена двухэтажная деревянная больница. Она приняла 281 пациента, из которых 93 умерли. В 1833 году на Корлеарс-Хуке появились одни из первых в Нью-Йорке доходных домов:769.
Изначальное положение мыса было погребено под прибрежными свалками. Он находился недалеко от восточного конца нынешнего пешеходного моста через магистраль ФДР возле Черри-стрит. На пересечении Джексон- и Черри-стрит вдоль Ист-Ривера разбит Корлеарс-Хук-парк.

### Иммигранты

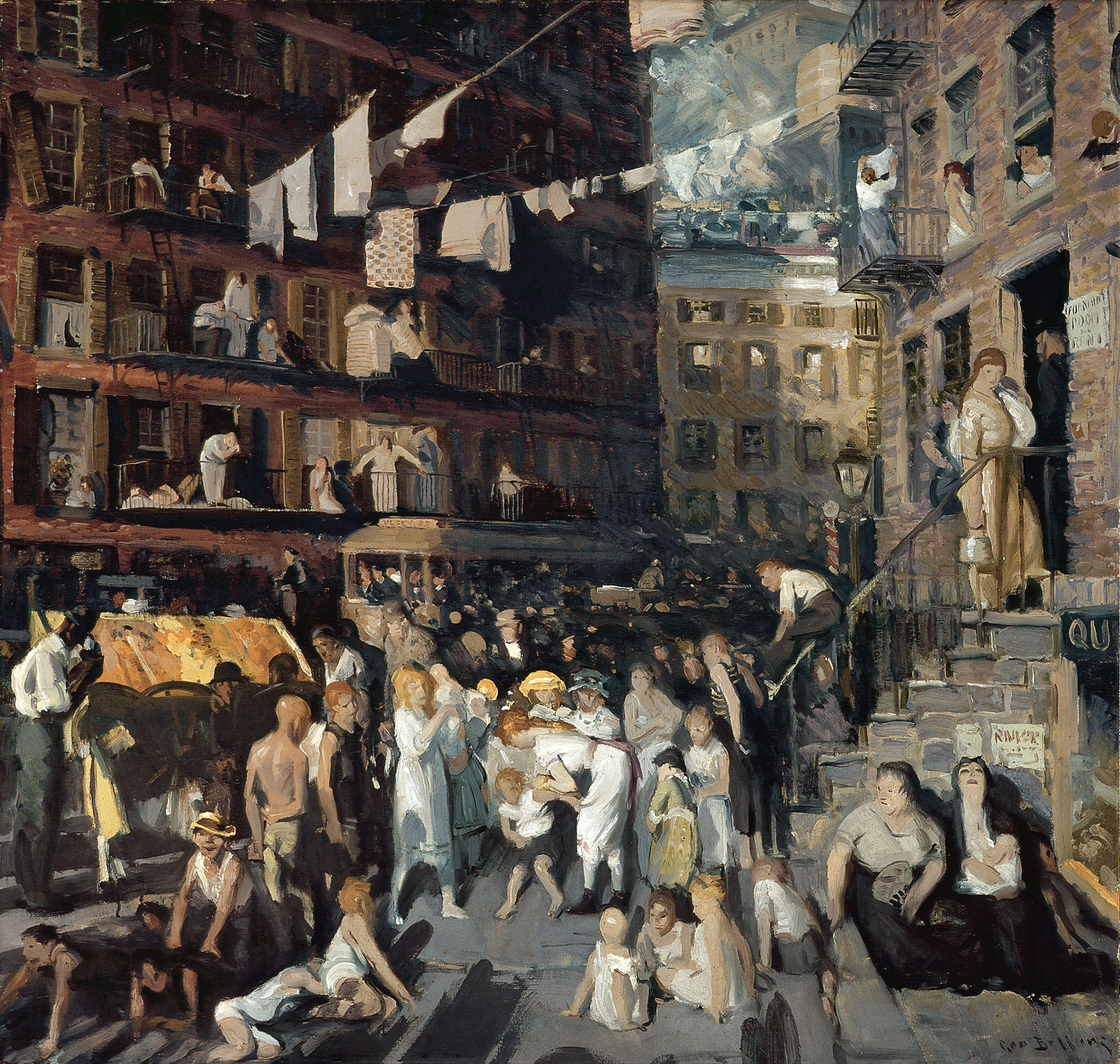
Жильцы многоквартирных домов в одноимённой картине 1913 года американского реалиста Джорджа Беллоуза

Основная масса иммигрантов, прибывавших в Нью-Йорк в конце XIX и начале XX веков, селились в доходных домах Нижнего Ист-Сайда. К 1840-м годам здесь обосновалось большое количество немцев, и эта часть района стала именоваться «Маленькой Германией». В 1880-х годах в Нижний Ист-Сайд начали прибывать итальянцы, евреи из Восточной Европы, а также греки, венгры, поляки, румыны, русские, словаки и украинцы. Представители каждой из этнических групп селились в относительно обособленных анклавах.
К 1920 году еврейский квартал стал одним из крупнейших этнических кварталов, в котором насчитывалось 400 000 человек:769. В тогдашнем Нью-Йорке проживало больше евреев, нежели где-либо ещё в США. Более того, анклав стал самым большим обособленным еврейским поселением за всю историю этноса. По оценкам 1890 года до 75 % нью-йоркцев, указавших в качестве места рождения матери территорию России или Польши, проживало в кварталах, являющихся ныне частью Нижнего Ист-Сайда:35.
По состоянию на 1896 год Нижнем Ист-Сайде насчитывалось 8 общественных школ; 3 театра на Второй авеню между Хаустон-стрит и 14-й улицей совокупной вместимостью в 9500 человек; 16 конюшен; 13 ломбардов; 72 ресторана; 41 религиозное сооружение, в том числе 31 синагога; 65 фабрик; 172 магазина одежды; 236 питейных заведений. В районе Аллен-стрит расцвёл квартал красных фонарей:7. На Орчард-стрит лавочники продавали недорогую одежду и традиционную еду, а на Гранд-стрит — разнообразную домашнюю утварь:769.
Условия жизни в трущобных кварталах были далеки от идеальных, хотя некоторые улучшения и были достигнуты благодаря изменению законов о зонировании. Так, по новым требованиям соседние жилые дома должны были строиться с воздушными шахтами между ними, чтобы свежий воздух и хоть какой-то свет могли достигать каждой квартиры. Значимый вклад в улучшение условий также привнесли усилия реформаторских движений, начало одному из которых было положено активистом Якобом Риисом. Был основан ряд благотворительных организаций, таких как Образовательный Альянс, а также построены жилые комплексы с развитыми сервисными услугами: Хенри-Стрит-сетлемент и Юниверсити-сетлемент. А в 1936 году на пересечении 3-й улицы и Первой авеню был возведён комплекс Ферст-Хаусес, ставший первым опытом США в строительстве социального жилья:769.

### Социальные сдвиги и упадок нейборхуда

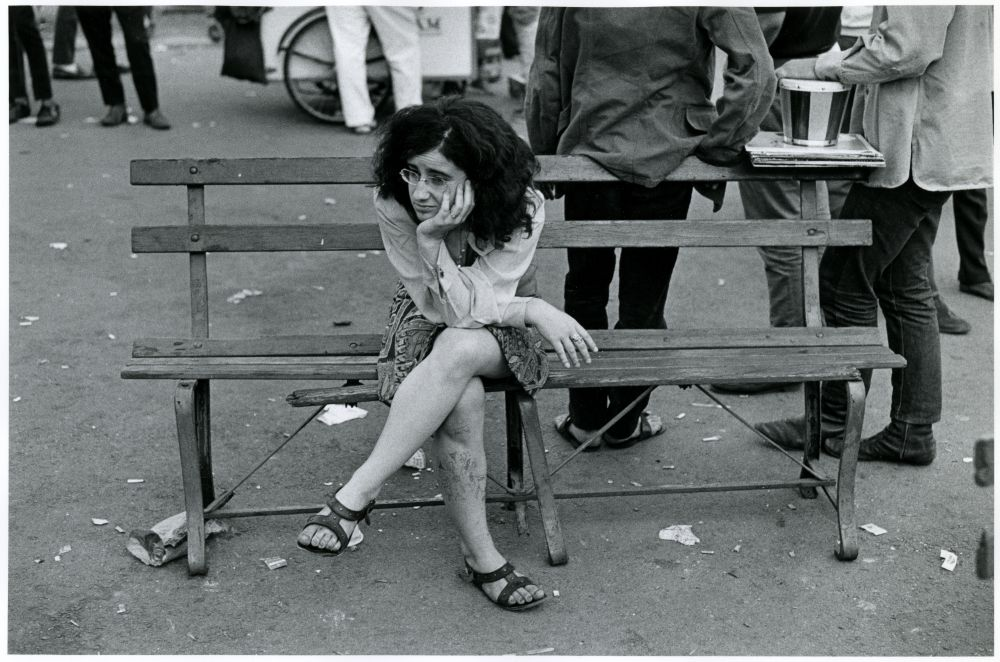
В Томпкинс-сквер-парке в 1967 году

На рубеже XX века в Нижнем Ист-Сайде приобрели популярность такие радикальные для своего времени политические течения, как анархизм, социализм и коммунизм. Одновременно здесь проживали многие известные в будущем артисты: братья Маркс, Эдди Кантор, Эл Джолсон, Джордж и Айра Гершвины, Джимми Дуранте и Ирвинг Берлин. Впоследствии Нижний Ист-Сайд облюбовали писатели-битники, которых привлекало недорогое жильё и дешёвая еда Ист-Виллиджа:769.
В начале XX века число немцев в районе заметно снизилось, что было вызвано катастрофой парохода «Генерал Слокам», унёсшей свыше тысячи жизней, и антигерманскими настроениями, вызванными Первой мировой войной. После Второй мировой войны в Нижний Ист-Сайд массово хлынули афроамериканцы и пуэрториканцы. Кварталы, где преобладает испанский язык, стали называться Лойсайда (англ. Loisida):769.
К 1960-м годам в районе практически не осталось евреев и восточноевропейцев, и Нижний Ист-Сайд постепенно погрузился в бедность, преступность и наркоторговлю. Многие дома опустели:769.

### Отделение Ист-Виллиджа и джентрификация

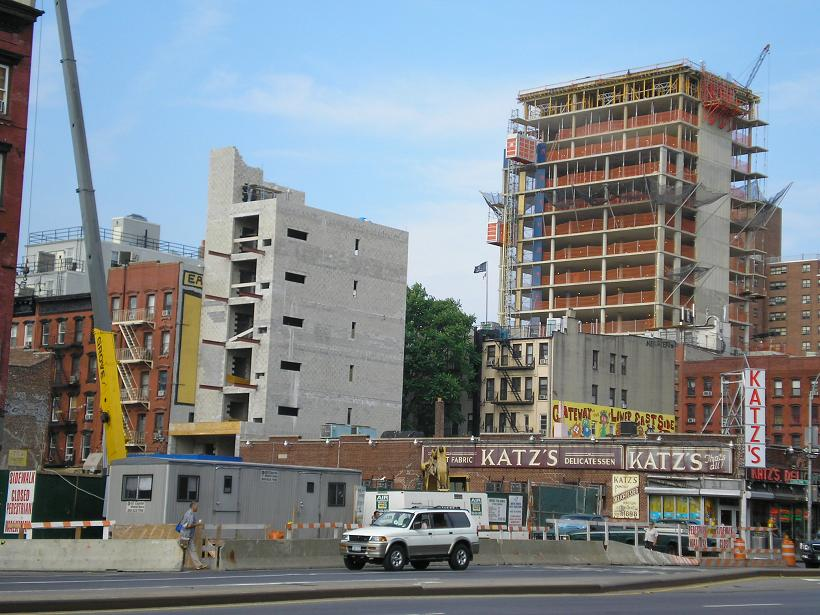
Ресторан Деликатесы Каца на фоне работ по джентрификации района, 2006 год

Ист-Виллидж некогда считался северо-западной частью Нижнего Ист-Сайда. Тем не менее, в 1960-х годах в районе к северу Хаустон-стрит начали селиться неформалы, музыканты и художники. Новые жильцы и риэлторы популяризировали название Ист-Виллиджа, и к середине 1960-х годов этот хороним закрепился в прессе. Поскольку культура района начала развиваться отдельно от остальной части Нижнего Ист-Сайда, эти два района начали рассматриваться по отдельности:153.
Ситуация в Нижнем Ист-Сайде начала исправляться лишь в 1980-е годы, когда в районе начали селиться студенты и представители среднего класса. Тогда же район испытал приток китайцев, доминиканцев, филиппинцев, британцев, поляков, японцев, корейцев, индийцев и выходцев из Бангладеш:769.
В 1990-х годах как в Нижнем Ист-Сайде, так и в Ист-Виллидже начала проводиться полноценная джентрификация: старые доходные дома сносились, и их место занимали фешенебельные многоквартирные жилые здания. Характерным признаком облагораживания района стало открытие в 2007 году на Бауэри нового здания Нового музея современного искусства, а на Орчард-стрит ныне расположены люксовые рестораны и бутики. О былых временах Нижнего Ист-Сайда напоминают такие заведения, как рок-клуб Бауэри-Боллрум на Деланси-стрит и ночной клуб Меркьюри-Лаунж:769–70.
Стремительная джентрификация района побудила в конце 2000-х годов Национальный траст сохранения исторического наследия поместить его в список исторических мест, находящихся под угрозой.

## Население
Область проведения переписи в Нижнем Ист-Сайде ограничена на севере 14-й улицей, а на западе Авеню B, Норфолк-, Эссекс- и Пайк-стрит (с севера на юг). Согласно данным переписи населения США 2010 года, население Нижнего Ист-Сайда составило 72 957 человек, увеличившись на 699 человек (1,0 %) по сравнению с данными на 2000 год. Район занимает площадь 2,17 км², соответственно, плотность населения составляет около 33,5 тысяч чел./км². Расовый состав района был представлен 22,6 % (16 453) белых, 10,9 % (7931) афроамериканцев, 0,2 % (142) коренных американцев, 24,9 % (18 166) азиатов, 0,02 % (13) жителей тихоокеанских островов, 0,3 % (191) представителей других рас и 1,6 % (1191) представителей двух или более рас. Латиноамериканцы представляли 39,6 % (28 870) населения района.
По данным на 2018 год медианный доход на домохозяйство составлял около $48 000, что на треть ниже среднего значения по Нью-Йорку.

### Религия
В районе до сих пор есть много исторических синагог: Белостокер, Синагога на Элдридж-стрит, Кехила-Кедоша-Янина (единственная синагога греческой еврейской общины в Западном полушарии), Центр Анхеля Орензанца и множество малых синагог вдоль Восточного Бродвея. В конце XX века еврейские общины приложили заметные усилия над сохранением ряда связанных и с ними зданий. Среди заметных еврейских закусочных в районе — Деликатесы Каца и пекарня Кныши Йоны Шиммеля. Также в Нижнем Ист-Сайде находится святилище Движения сознания Кришны и несколько буддийских храмов.

## Здравоохранение и экология
Преждевременные и подростковые роды менее распространены в Нижнем Ист-Сайде и Ист-Виллидже по сравнению с другими городскими районами. Так, по состоянию на 2018 году в Нижнем Ист-Сайде и Ист-Виллидже регистрировалось 82 преждевременных родов на 1000 родов (по сравнению с общегородским показателем в 87 преждевременных родов) и 10,1 подростковых родов на 1000 родов (по сравнению с 19,3 подростковых родов на 1000 родов):11 В Нижнем Ист-Сайде и Ист-Виллиджа насчитывается небольшое количество жителей, не имеющих медицинской страховки. В 2018 году этот показатель оценивался в 11 %, что немногим меньше среднего значения по городу: 12 %:14.
В 2018 году 87 % жителей потребляли фрукты и овощи каждый день, что примерно совпадало со среднегородским показателем. В 2018 году 70 % жителей назвали своё здоровье «хорошим», «очень хорошим» или «отличным», что было ниже среднего показателя по городу, равного 78 %:13. На каждый супермаркет в Нижнем Ист-Сайде и Ист-Виллидже насчитывалось по 18 придомовых магазинов:10.
20 % жителей Нижнего Ист-Сайда и Ист-Виллиджа являются курильщиками, что больше среднего показателя по городу — 14 %:13. В Нижнем Ист-Сайде и Ист-Виллидже 10 % жителей страдали ожирением, 11 % страдали диабетом и 22 % имели высокое кровяное давление:16. Среди детей ожирением страдало 16 %, в то время как средний показатель по Нью-Йорку составлял 20 %:12.
Концентрация мелкодисперсных частиц в Нижнем Ист-Сайде и Ист-Виллидже в 2018 году составляла 0.0089 мг/м³, что превышало средний показатель по Нью-Йорку:9.

## Образование

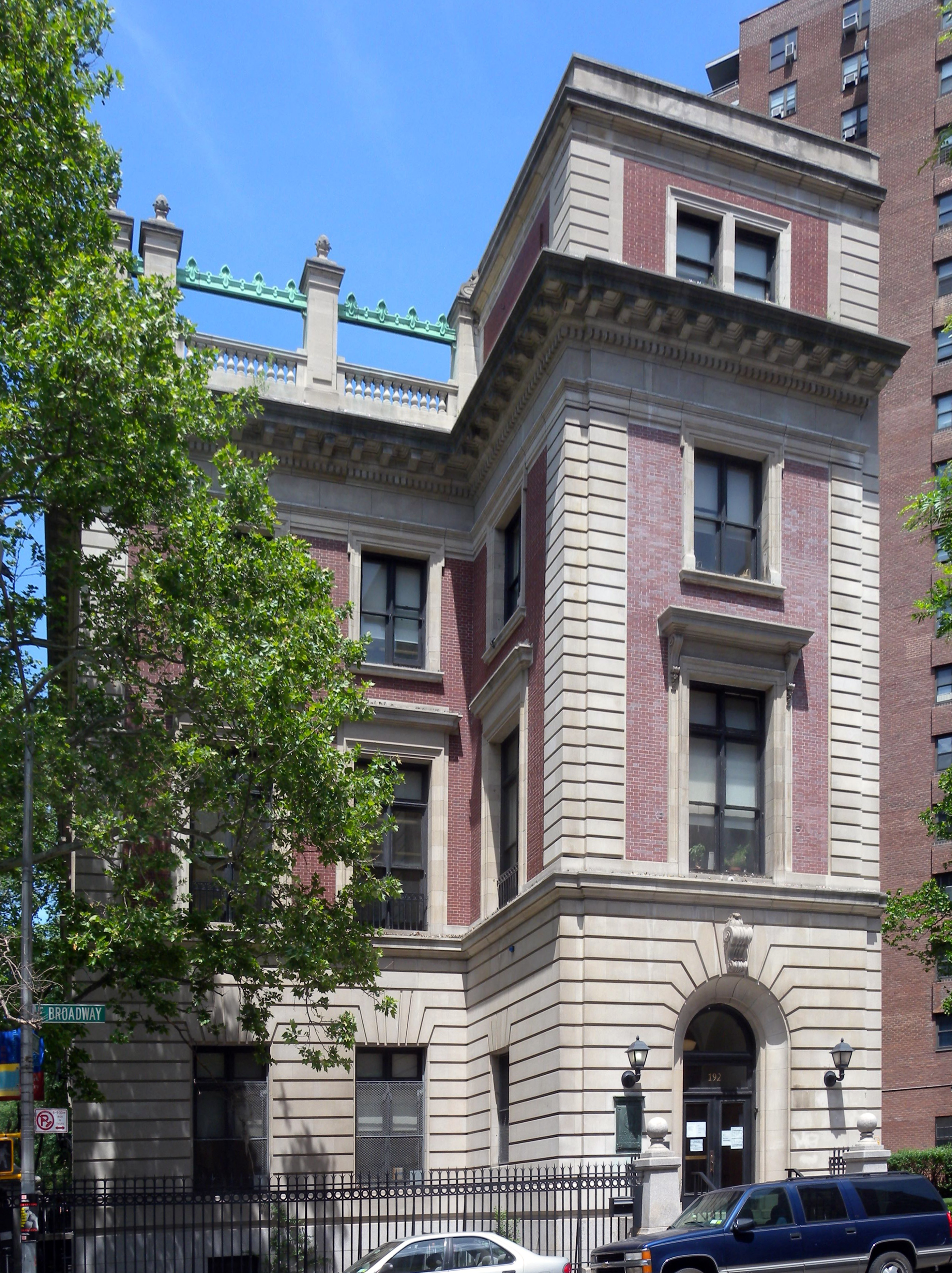
Филиал Нью-Йоркской публичной библиотеки Сьюард-Парк

Доля жителей с образованием в объёме колледжа в Нижнем Ист-Сайде и Ист-Виллидже выше, чем в целом по Нью-Йорку. Так, 48 % жителей в возрасте от 25 лет имели образование в объёме колледжа, в то время как 24 % имели образование ниже среднего, а 28 % являлись выпускниками школ или имели неоконченное высшее образование. Для сравнения доля жителей Манхэттена и в целом ньюйоркцев с образованием в объёме колледжа и выше составляла в 2018 году 64 % и 43 %, соответственно:6. Процент учеников, с достаточным уровнем знания математики на достаточном уровне вырос в Нижнем Ист-Сайде и Ист-Виллидже с 61 % в 2000 году до 80 % в 2011 году, а доля учеников, обладающих достаточными навыками чтения, увеличилась с 41 % до 53 % за тот же период времени.
В районе насчитывается 34 школы.

### Библиотеки
Нью-Йоркская публичная библиотека имеет в Нижнем Ист-Сайде два филиала. Филиал Сьюард-Парк расположен по адресу Ист-Бродвей, 4192. Он был построен в 1909 году на пожертвования Эндрю Карнеги; в 2004 году была проведена реконструкция здания филиала. Филиал Гамильтон-Фиш-Парк находится по адресу Восточная Хаустон-стрит, 415. Он также был построен в 1909 году как библиотека Карнеги, но был снесён при расширении Хаустон-стрит; нынешнее одноэтажное строение было возведено в 1960 году.

## Культура
Богатое иммигрантское прошлое Нижнего Ист-Сайда сформировало его уникальный культурный ландшафт.
Этому району посвящали свои песни такие группы, как Band of Gypsys, The Velvet Underground и Television в их альбоме Marquee Moon 1977 года. Район отображён в таких знаковых фильмах, как «Крёстный отец 2» и «Однажды в Америке».
В 1988 году на Орчард-стрит был открыт Музей доходных домов Нижнего Ист-Сайда:770. Среди других музеев района — упомянутый выше Новый музей современного искусства на Бауэри:770 и Международный центр фотографии на Эссекс-стрит.

## Экономика

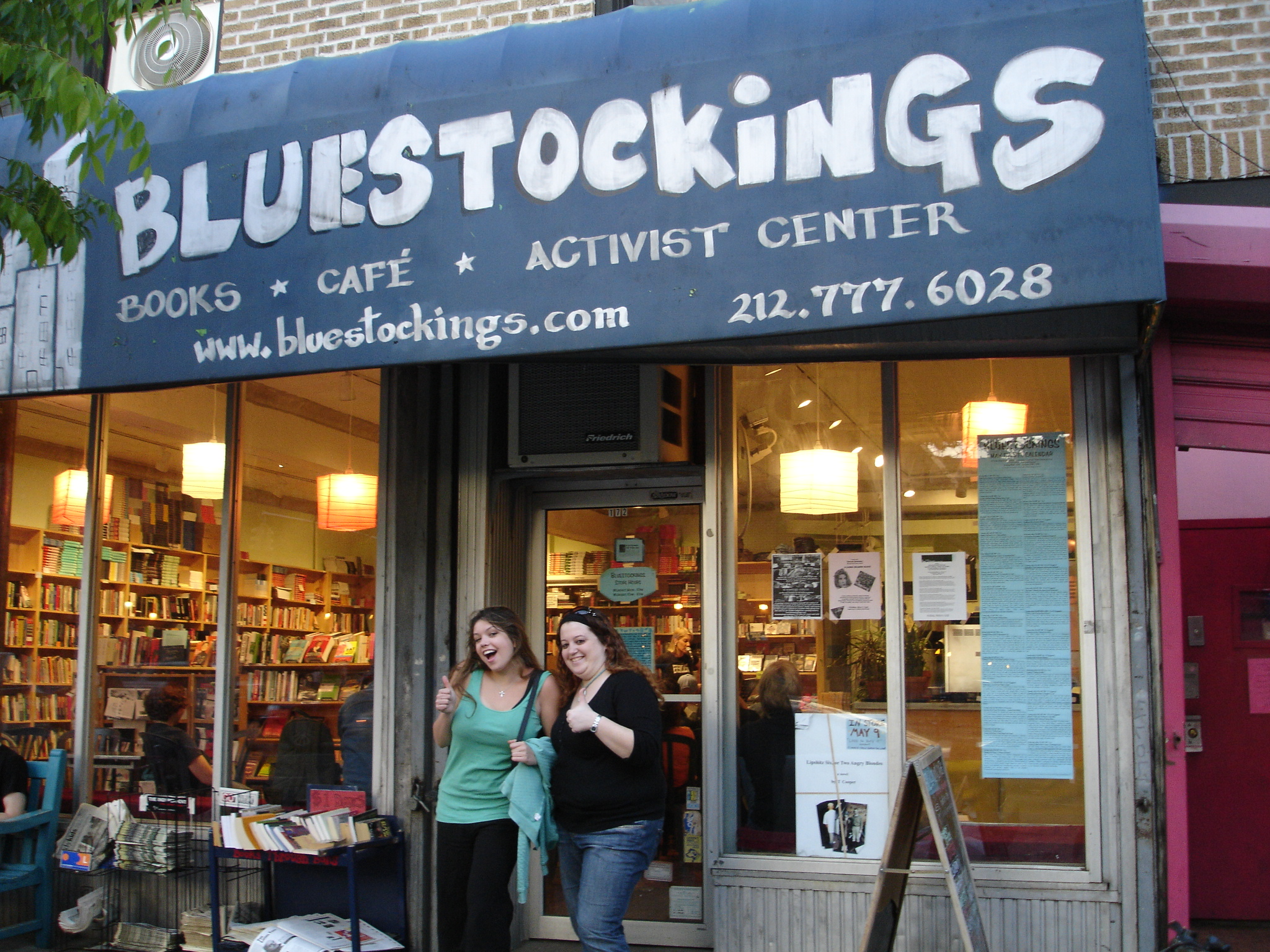
Книжный магазин Блустокингс

Массовый приход в Нижний Ист-Сайд еврейских иммигрантов сформировал к концу 1880-х годов коммерческий дух района:200. Так, в 1940 году на Эссекс-стрит в рамках программы мэра Ла Гуардии по регулированию уличной торговли был открыт рынок на 475 точек. В 2019 году в рамках программы джентрификации он был переведён на подземный этаж нового многофункционального комплекса Эссекс-Кроссинг.
Основу экономики Нижнего Ист-Сайда составляют сектора, преимущественно обслуживающие местное население — жилищно-коммунальное хозяйство (обслуживание жилых домов и инфраструктуры), розничная торговля и общественное питание, а также другие предприятия сферы услуг (гостиницы, прачечные, химчистки, транспортные предприятия и компании, оказывающие финансовые услуги в виде отделений банков и страховых компаний). В районе расположено множество магазинов одежды, таких как Frankie и The Cast, клиентами которого являются Скарлетт Йоханссон и Мадонна; среди обувных магазинов района: Grit N Glory, MooShoes, специализирующийся на продукции для веганов, и Alife Rivington Club. Одним из местных центров социальной активности является феминистский книжный магазин и по совместительству кафе Блустокингс (дословно — «синие чулки»).

## Преступность
Нижний Ист-Сайд патрулируется представителями 7-го участка в департамента полиции Нью-Йорка, расположенного на Питт-стрит. 7-й участок вместе с соседним 5-м участком в 2010 году занял 48-е место по уровню безопасности среди всех 69 участков патрулирования. В Нижнем Ист-Сайде и Ист-Виллидже по данным на 2012—2014 годы насчитывалось по 42 случая нелетальных нападений на 100 000 человек в год, что ниже, чем в целом по городу:8.

## Пожарная охрана

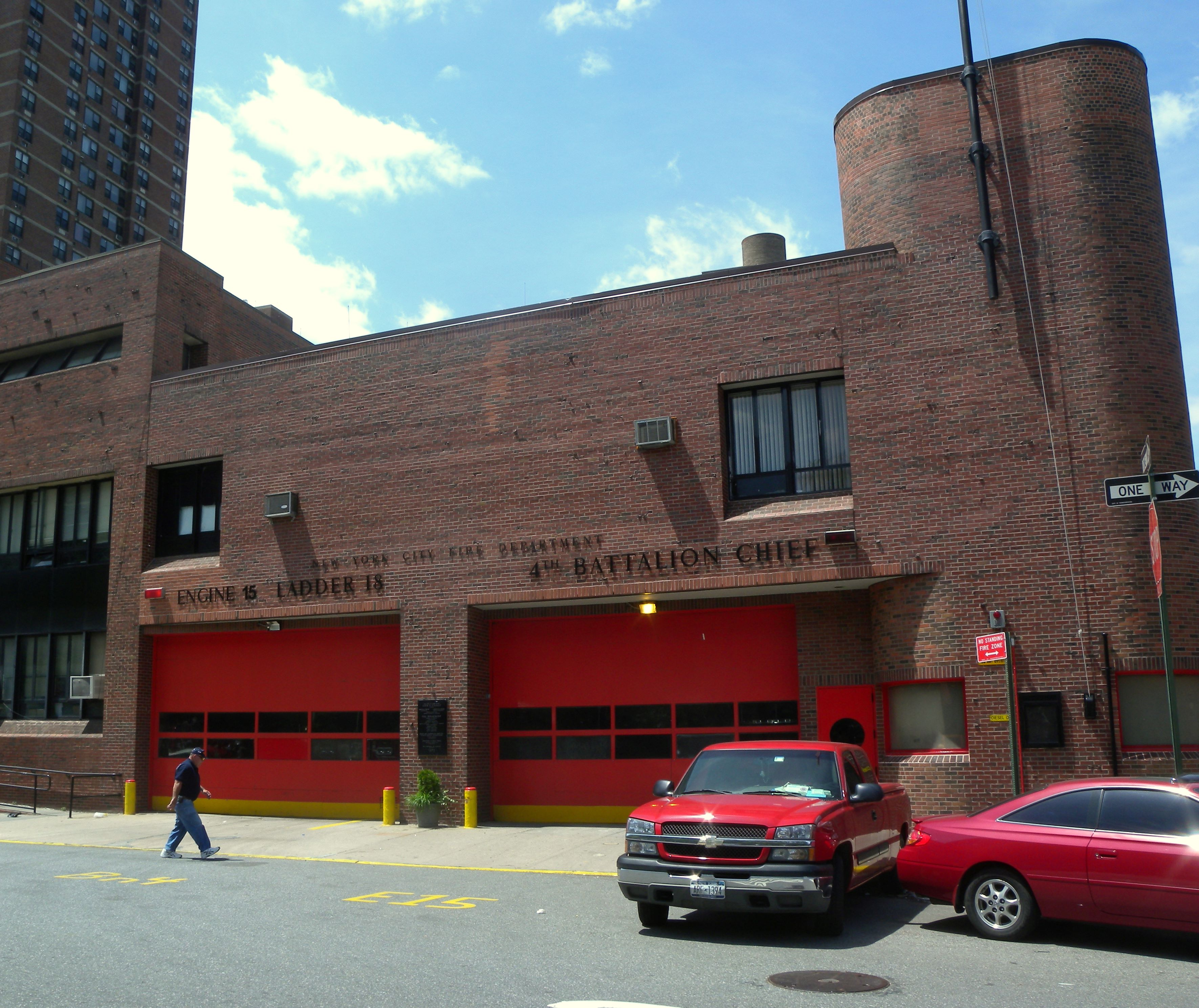
Пожарная станция на Питт-стрит

Нижний Ист-Сайд обслуживается двумя пожарными станциями пожарного департамента Нью-Йорка:
- Пожарный расчёт 15 / Экипаж 18 / Батальон 4 — Питт-стрит, 25[48]
- Пожарный расчёт 9 / Экипаж 6 — Канал-стрит, 75[49]

## Парки

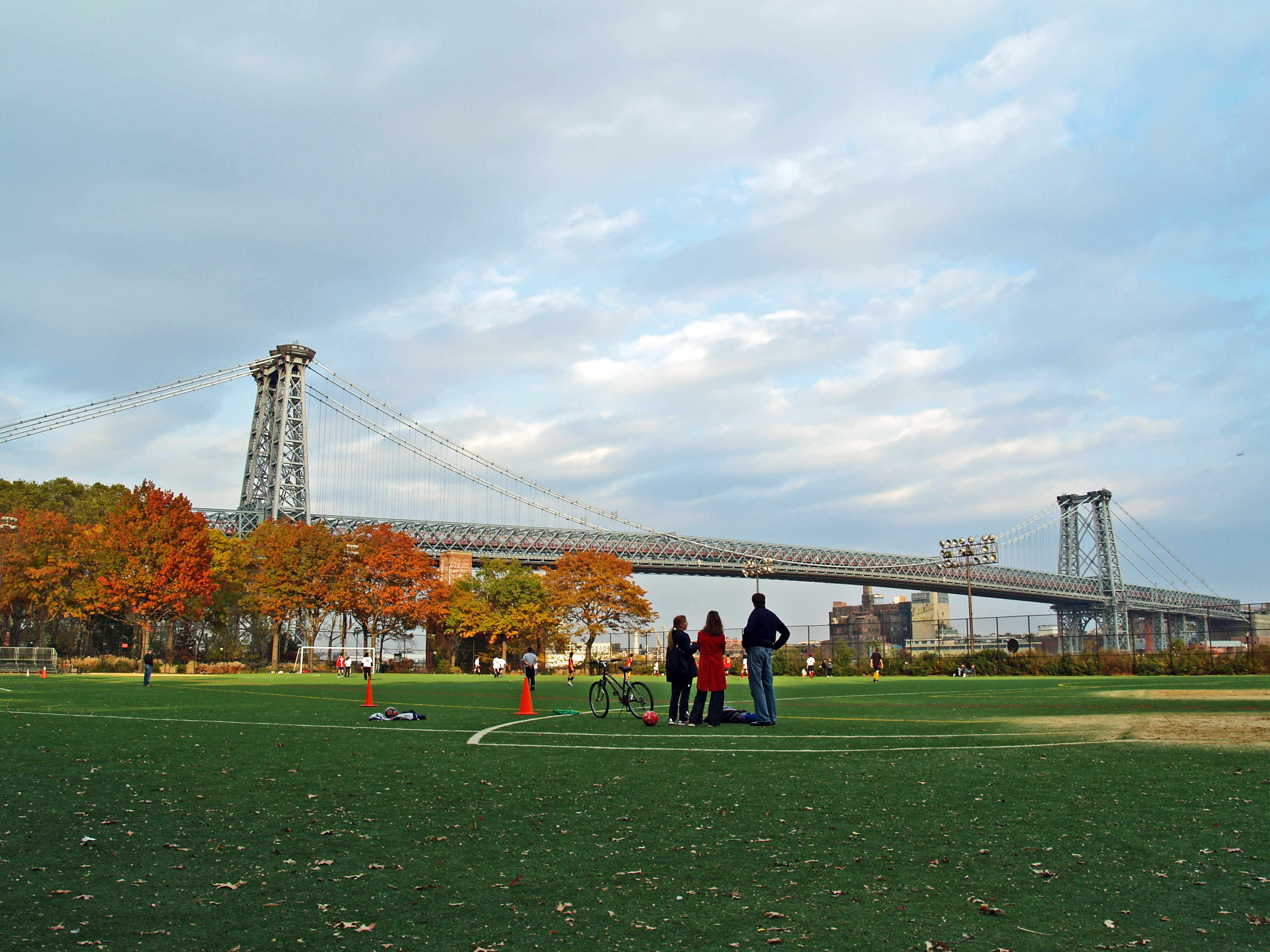
Ист-Ривер-парк осенью 2008 года

В Нижнем Ист-Сайде насчитывается множество частных парков, таких как Ла-Плаза-Калчурал. В районе есть и несколько общественных парков, в том числе Сара-Делано-Рузвельт-парк между Кристи- и Форсайт- от Хаустон- до Канал-стрит, а также Сьюард-парк на Эссекс-стрит между Хестер-стрит и Ист-Бродвеем.
На набережной между Восточной 12-й улицей и Монтгомери-стрит расположен общественный Ист-Ривер-парк. В 2021 году также планируется открытие парка на пирсе 42.

## Транспорт
Нижний Ист-Сайд обслуживается несколькими станциями метро, среди которых Гранд-стрит (), Бауэри (), Вторая Авеню (), Деланси-стрит / Эссекс-стрит () и Ист-Бродвей (). Район обслуживается автобусными маршрутами M9, M14A SBS, M14D SBS, M15, M15 SBS, M21, M22, M103 и B39.
Район имеет сообщение с Бруклином по Уильямсбургскому и Манхэттенскому мостам:19–21.
По состоянию на 2018 год 37 % дорог Нижнего Ист-Сайда было оборудовано велосипедными дорожками. Они присутствуют на таких улицах, как Аллен-, Кристи-, Клинтон-, Деланси-, Гранд-, Хаустон-, Монтгомери-, Мэдисон-, Ривингтон-, Стантон- и Саффолк-стрит; Бауэри, Ист-Бродвей и Магистраль ФДР; Уильямсбургский и Манхэттенский мосты, а также Ист-Ривер-Гринуэй.
С августа 2018 года Нижний Ист-Сайд обслуживается паромом, который останавливается в Корлеарс-Хуке в Ист-Ривер-парке.